# Fontenille-Saint-Martin-d’Entraigues
Fontenille-Saint-Martin-d’Entraigues ist eine französische Gemeinde mit 534 Einwohnern (Stand: 1. Januar 2022) im Département Deux-Sèvres in der Region Nouvelle-Aquitaine (vor 2016 Poitou-Charentes). Sie gehört zum Arrondissement Niort und zum Kanton Melle.
Die Gemeinde besteht aus den Ortschaften Fontenille, Saint-Martin-d’Entraigues, Couturette und Rhy. 1973 wurden die bis dahin eigenständigen Gemeinden Fontenille und Saint-Martin-d’Entraigues zur heutigen Gemeinde vereinigt.

## Geographie
Fontenille-Saint-Martin-d’Entraigues liegt etwa 41 Kilometer südöstlich von Niort. Umgeben wird Fontenille-Saint-Martin-d’Entraigues von den Nachbargemeinden Luché-sur-Brioux im Nordwesten und Norden, Tillou im Norden, Chef-Boutonne im Nordosten und Osten, La Bataille im Südosten, Crézières im Süden, Paizay-le-Chapt im Südwesten sowie Chérigné im Westen.

## Bevölkerungsentwicklung
| Jahr                                                                                | 1962 | 1968 | 1975 | 1982 | 1990 | 1999 | 2006 | 2013 | 2019 |
| Einwohner                                                                           | 485  | 472  | 509  | 532  | 588  | 547  | 569  | 604  | 533  |
| Quellen: Cassini und INSEE (1962 und 1968 addierte Einwohnerzahlen beider Kommunen) |      |      |      |      |      |      |      |      |      |

## Sehenswürdigkeiten
- Kirche Saint-Martin in Saint-Martin-d'Entraigues aus dem 12. Jahrhundert
- Kirche Saint-Médard in Fontenille
- Burg Couturette aus dem 11. Jahrhundert

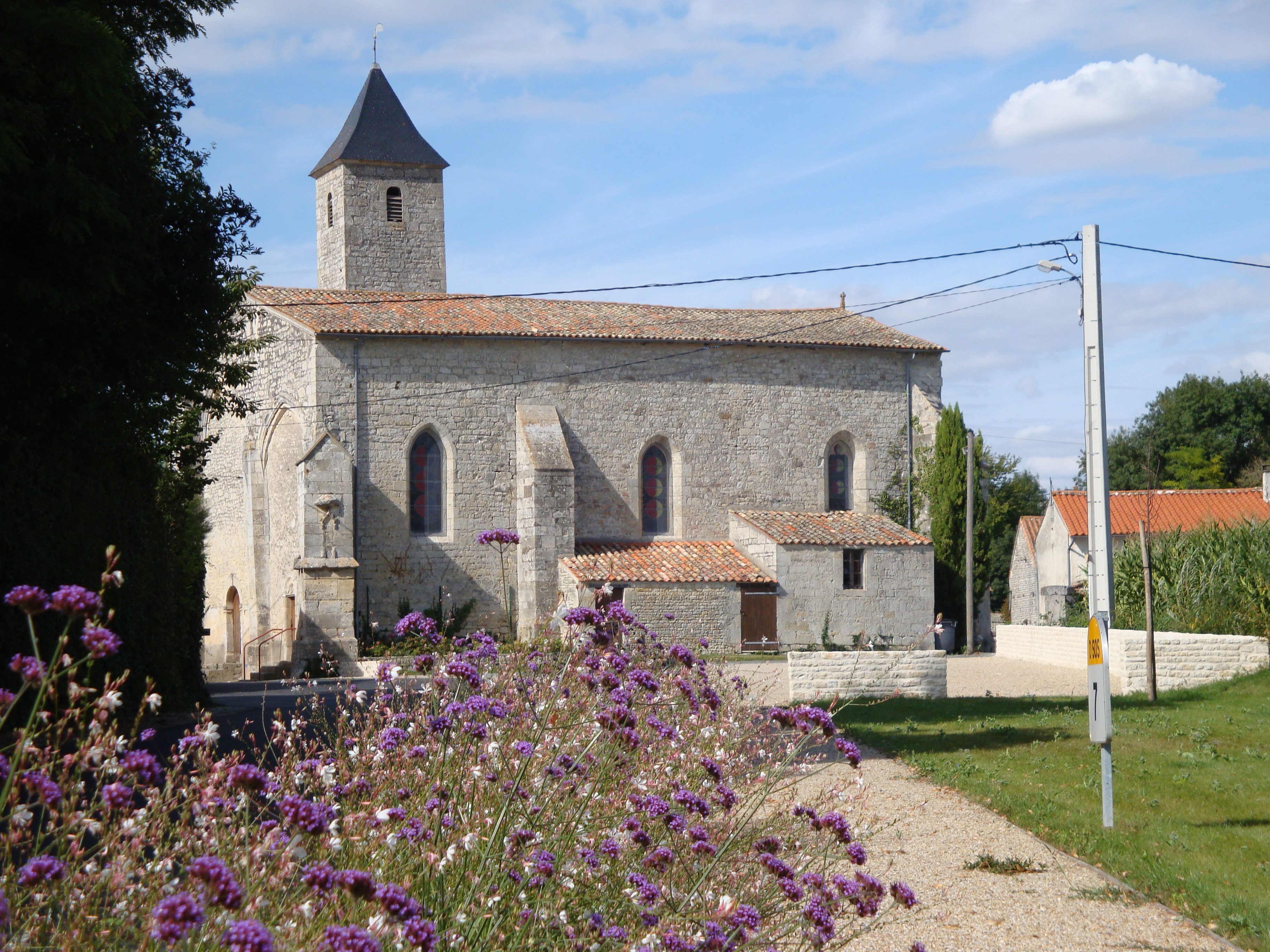
Kirche Saint-Martin
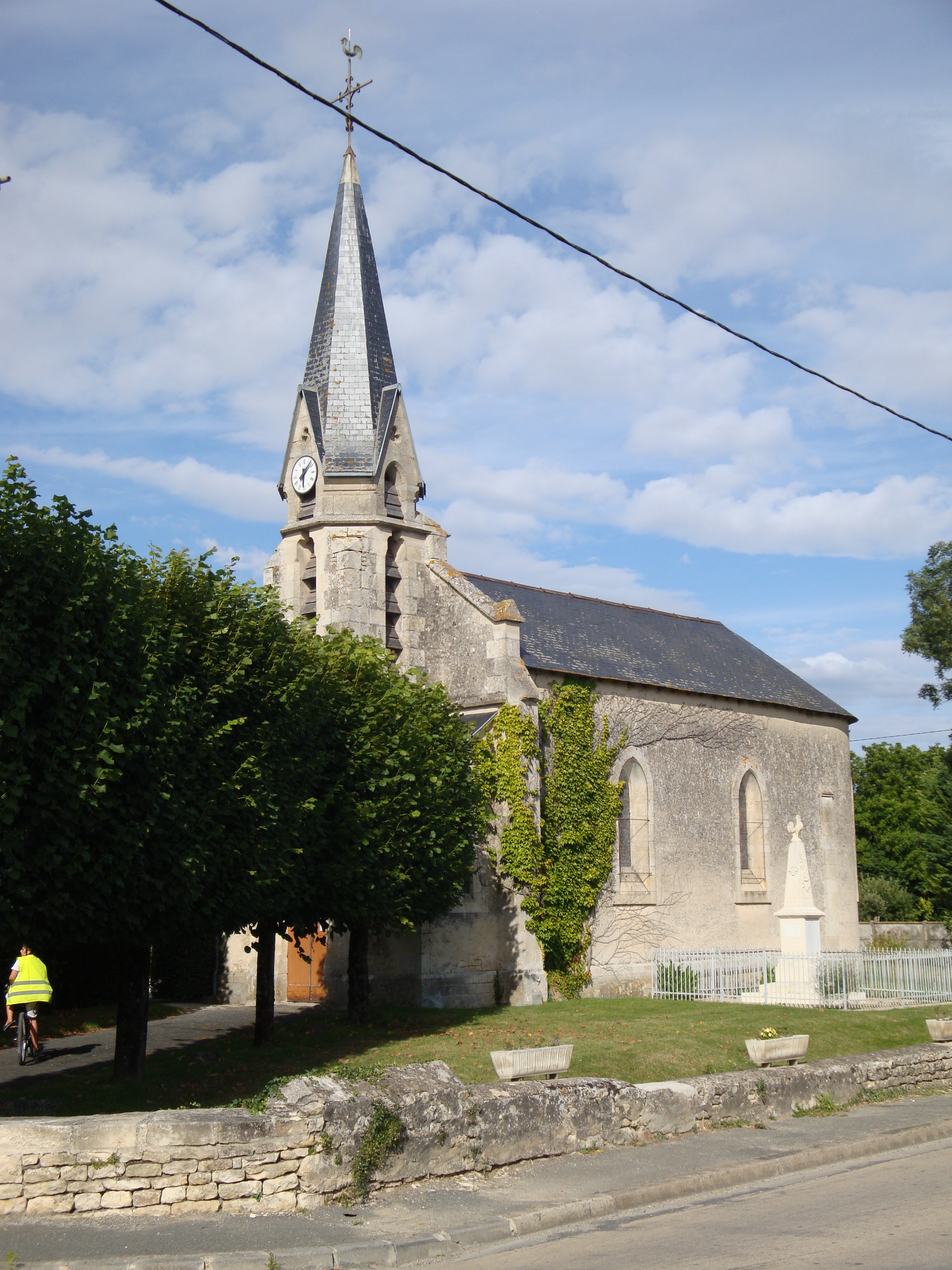
Kirche Saint-Médard